# 坎比 (奧勒岡州)
坎比（英語：Canby）是美國奧勒岡州的一座城市，位於克拉克默斯縣。城市名稱來自於南北戰爭期間的聯邦軍軍官愛德華·坎比。根據2020年人口普查，當地人口为18,171人。

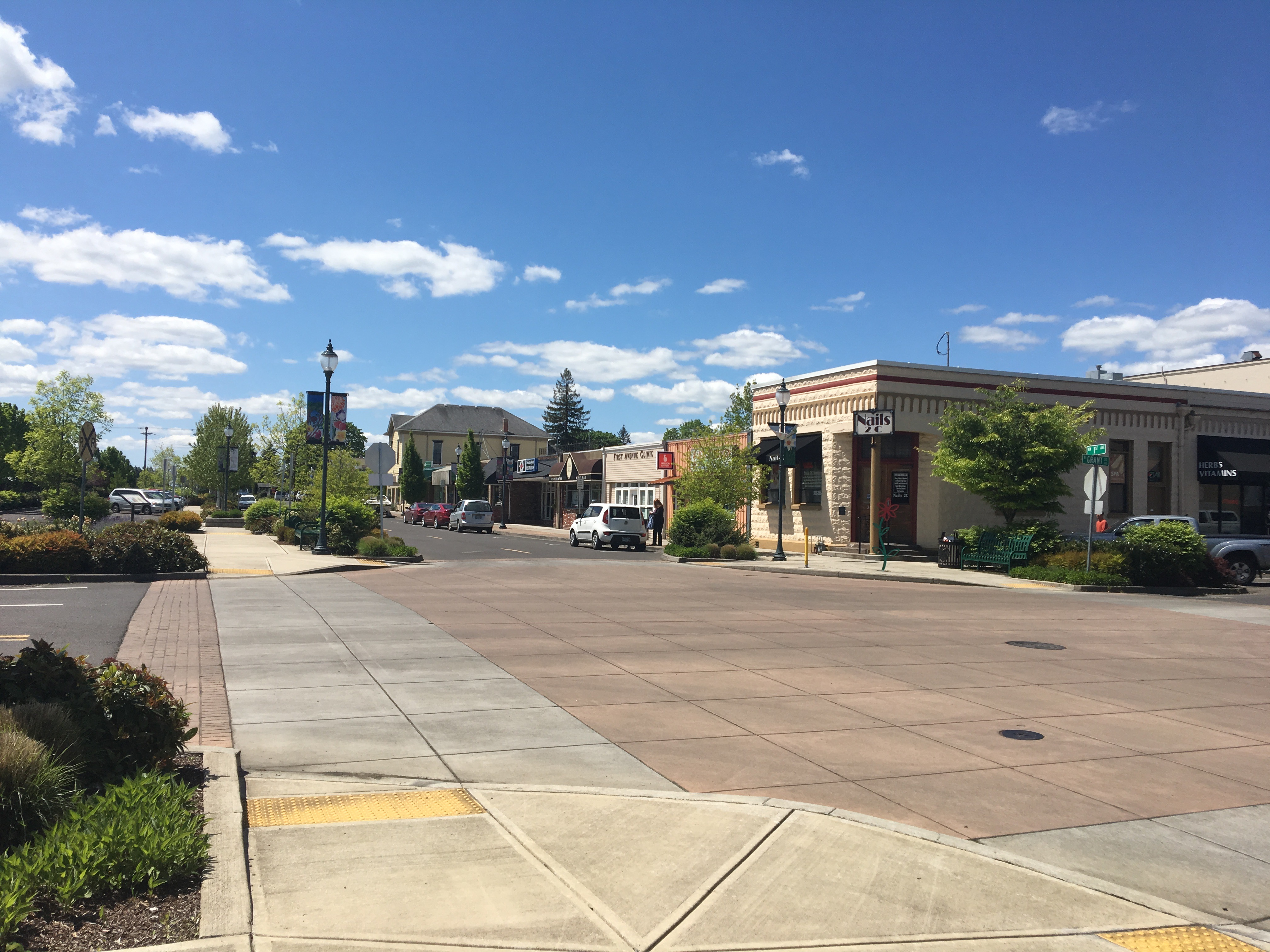
坎比